# كوباتو
كوباتو. (باليابانية: こばと。، بالروماجي: Kobato.) هي سلسلة مانغا يابانية من تأليف كلامب، نشرت في عام 2005 حتى عام 2011، وتكونت 6 مجلدات، اقتبست إلى أنمي تلفزيوني من قبل استوديو مادهاوس، عرض الأنمي في 6 أكتوبر عام 2009 واستمر عرضه حتى 23 مارس عام 2010، وتكون 24 حلقة.

## القصة
تدور أحداث القصة عن كوباتو، هي فتاة جميلة ومرحة ولطيف ولكنها ساذج، لديها أمنية تريد تحقيقها. ولتتمكن من تحقيق هذه الأمنية، يجب عليها ان تملأ زجاجة سحرية بمعاناة قلوب الناس الذين تتمكن من أسعادهم. يرافقها في مهمتها كلب حاد الطباع يدعى إيوريوجي.

## الشخصيات
كوباتو هاناتو (باليابانية: 花戸 小鳩، بالروماجي: Hanato Kobato)
مؤدية الصوت: كانا هانازاوا
إيوريوغي (باليابانية: いおりょぎ، بالروماجي: Ioryogi)
مؤدي الصوت: تيتسو إينادا
كيوكازو فوجيموتو (باليابانية: 藤本 清和، بالروماجي: Fujimoto Kiyokazu)
مؤدي الصوت: تومواكي ماينو
ساياكا أوكيورا (باليابانية: 沖浦 清花، بالروماجي: Okiura Sayaka)
مؤدية الصوت: فوميكو أوريكاسا
تشيتوسي ميهارا (باليابانية: 三原 千歳، بالروماجي: Mihara Chitose)
مؤدية الصوت: هوكو كواشيما
تشيهو ميهارا (باليابانية: 三原 千帆، بالروماجي: Mihara Chiho) وتشيسي ميهارا (باليابانية: 三原 千世، بالروماجي: Mihara Chise)
مؤدية الصوت: ميغومي ناكاجيما
كازوتو أوكيورا (باليابانية: 沖浦 和斗، بالروماجي: Okiura Kazuto)
مؤدي الصوت: شينيتشيرو ميكي
غينسي (باليابانية: 銀生، بالروماجي: ginsei)
مؤدي الصوت: دايسكي ناميكاوا
غنكو (باليابانية: 玄琥، بالروماجي: genko)
مؤدي الصوت: ريكيا كوياما
تاكاشي دوموتو (باليابانية: 堂元崇، بالروماجي: Dōmoto Takashi)
مؤدي الصوت: هيروشي كاميا
هيروياسو أويدا (باليابانية: 植田 弘康، بالروماجي: Ueda Hiroyasu)
مؤدي الصوت: تومويوكي هيجوتشي
كوهاكو (باليابانية: 琥珀، بالروماجي: Kohaku)
مؤدية الصوت: تشيوا سايتو

## وصلات خارجية
- الموقع الرسمي
- كوباتو على موقع ANN manga (الإنجليزية)